# Rey Li de Zhou
El Rey Li de Zhou  (en chino tradicional, 周厲王; pinyin, Zhōu Lì Wáng) fue el décimo rey de la  dinastía Zhou de China. Las fechas estimadas de su reinado son 877-841 a. C. ó 857-842 a. C.
Li fue un rey corrupto y decadente. Para poder pagar sus placeres y vicios, aumentó los impuestos, causando la miseria entre sus súbditos.  Se dice que prohibió a los plebeyos aprovecharse de los bosques comunales y de los lagos. Instauró una nueva ley que le permitía castigar con la pena de muerte a cualquiera que hablara contra él. El mal gobierno de Li pronto obligó a muchos campesinos y soldados a la rebelión, y fue enviado al exilio, a un lugar llamado Zhi, cerca de Linfen, en 842 a. C.. 
Su hijo fue tomado por uno de sus ministros, que lo escondió. Cuando Li murió en el exilio, en 828 a. C., el poder pasó a su hijo.
| Predecesor: Rey Yi (Xie) de Zhou | Rey de China 877 a. C. - 841 a. C. | Sucesor: Interregno Gonghe |